# Sonate K. 351
La sonate K. 351 (F.299/L.S.34) en si bémol majeur est une œuvre pour clavier du compositeur italien Domenico Scarlatti.

## Présentation
La sonate K. 351, en si bémol majeur, est en forme de rondo. D'abord vient le refrain Andante de mesure binaire, développé abondamment dans la coda de la seconde section, puis le mouvement passe à un rapide Allegrissimo, à 
.

## Manuscrits
Le manuscrit principal est le numéro 26 du volume VII (Ms. 9778) de Venise (1754), copié pour Maria Barbara ; les autres sources manuscrites étant Parme IX 24 (Ms. A. G. 31414).

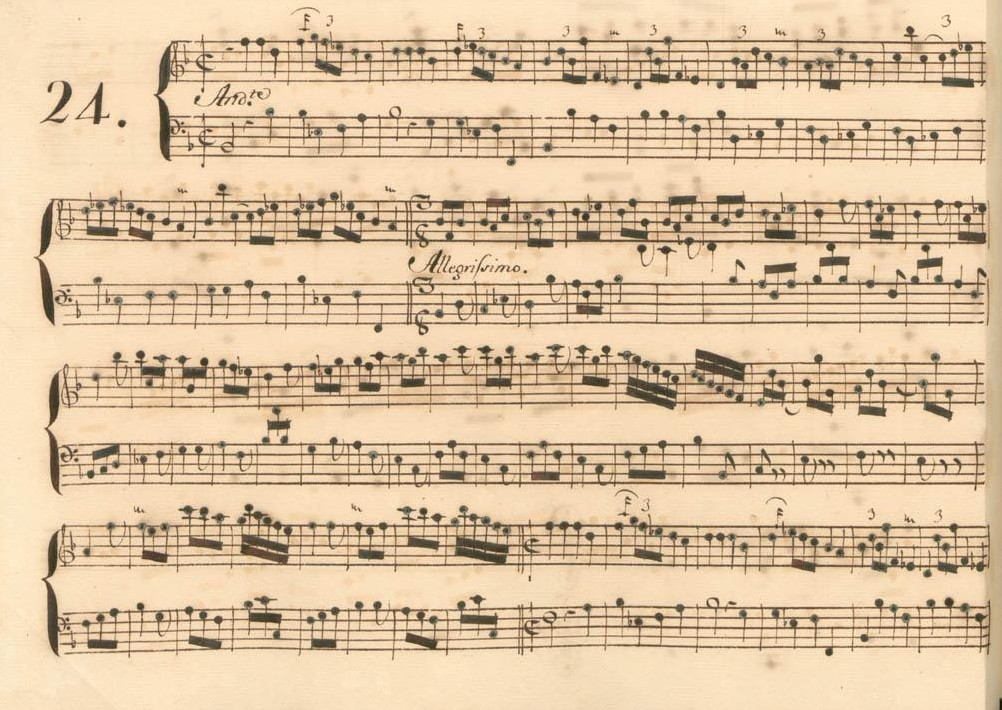
Parme IX 24.
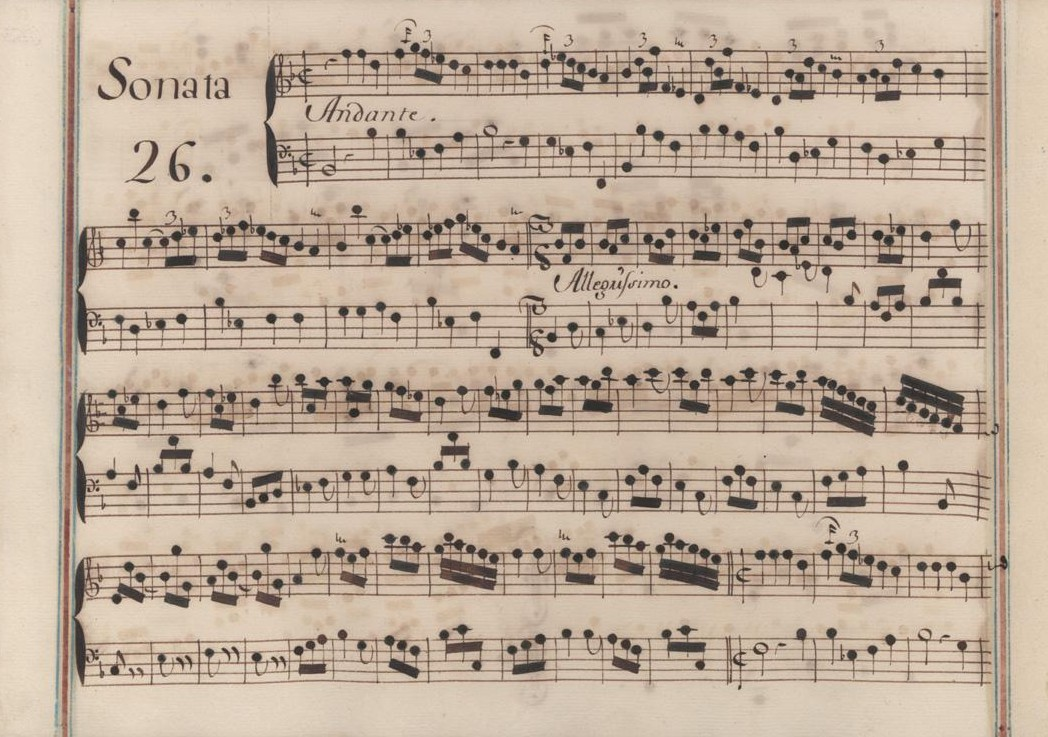
Venise VII 26.

## Interprètes
La sonate K. 351 est interprétée au piano notamment par Carlo Grante (2013, Music & Arts, vol. 4) ; au clavecin par Scott Ross (1985, Erato), Richard Lester (2003, Nimbus, vol. 3) et Pieter-Jan Belder (Brilliant Classics, vol. 8).

## Sources
: document utilisé comme source pour la rédaction de cet article.
- Ralph Kirkpatrick (trad. de l'anglais par Dennis Collins), Domenico Scarlatti, Paris, Lattès, coll. « Musique et Musiciens », 1982 (1re éd. 1953 (en)), 493 p. (OCLC 954954205, BNF 34689181).
- Alain de Chambure, « Domenico Scarlatti : Intégrale des sonates — Scott Ross », p. 213, Erato (2564-62092-2), 1985 (OCLC 891183737) .